# Große Synagoge (Hârlău)

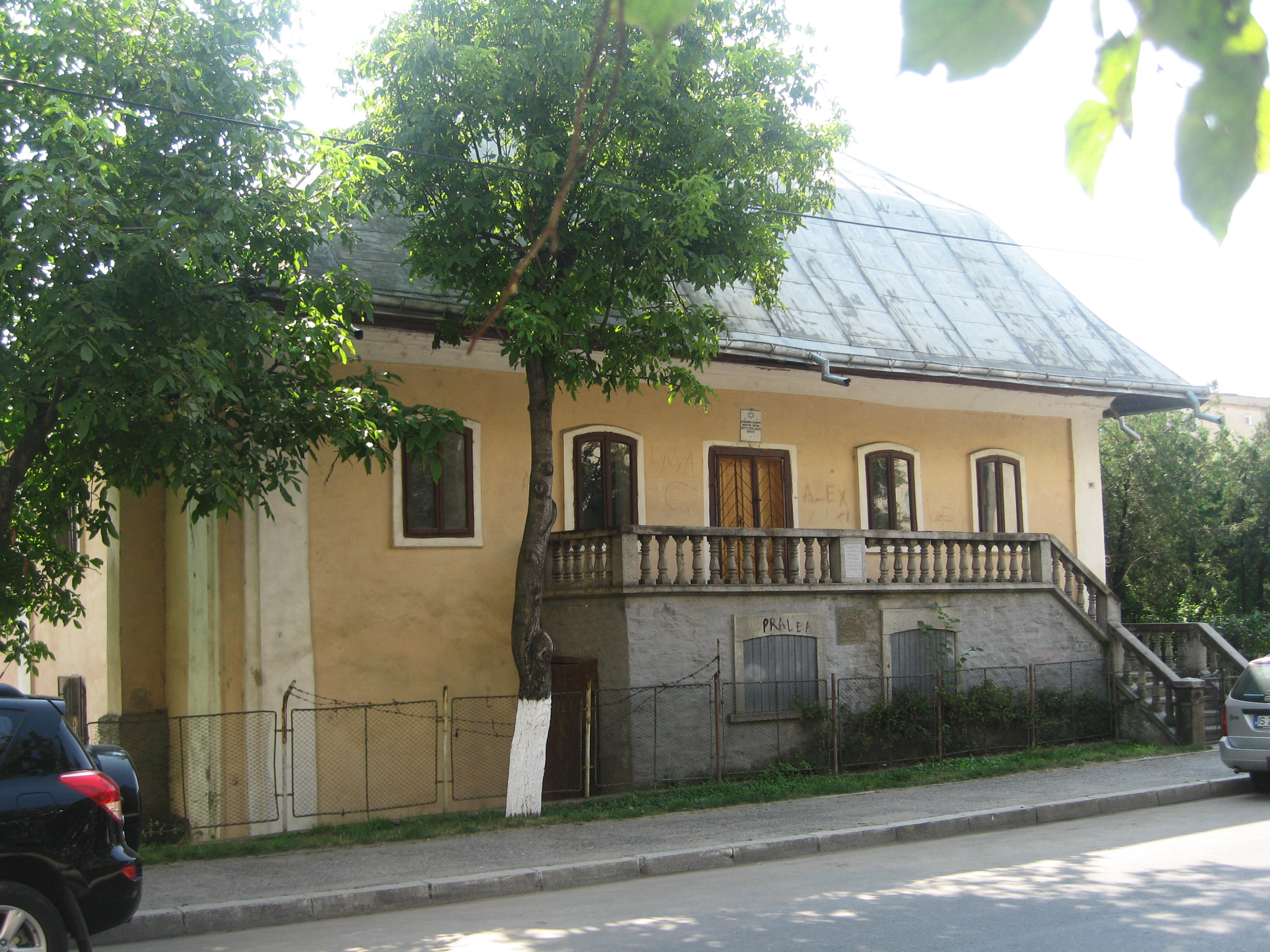
Große Synagoge in Hârlău

Die Große Synagoge in Hârlău, einer rumänischen Stadt im Kreis Iași in der Region Westmoldau, wurde 1826 errichtet und 1880 umgebaut. 
Die Fassade der Synagoge wird von Pilastern gegliedert. Im Inneren befindet sich an der Westseite die Frauenempore.
Die Ausstattung der Erbauungszeit ist erhalten geblieben.